# RS-28 Sarmat
El RS-28 Sarmat (en rus: РС-28 Сармат, denominació OTAN: SS-X-30 Satan-2) és un sistema de míssils estratègics rus de cinquena generació basat en plataformes de míssils balístics intercontinentals multietapa de combustible líquid sota el comandament de les Tropes de Míssils de Designació Estratègica de la Federació Russa.

## Descripció
El míssil utilitza una versió millorada del motor RD-264, ja utilitzat al míssil balístic intercontinental R-36M2. A diferència de l'R-36M, el concepte del complex Sarmat no posa èmfasi en el pes màxim de les ogives llançades, que poden ser destruïdes pels sistemes de defensa antimíssils (BMD), sinó en el llançament d'un nombre fins i tot menor d'ogives però amb trajectòries llargues, de tal manera que facin molt més difícil destruir-los fins i tot amb sistemes de defensa antimíssils. La tecnologia de «bombardeig orbital» incorporada al coet permet atacar territori enemic al llarg d'una trajectòria suborbital a través del Pol Sud de la Terra, evitant les bateries THAAD desplegades, i també permet el llançament de naus espacials civils.
Les ogives guiades Avangard (Yu-71) utilitzades en aquest producte també brinden per primera vegada l'oportunitat potencial d'utilitzar míssils balístics intercontinentals russos i soviètics en guerres locals utilitzant l'estratègia d'atac global, amb la destrucció d'objectius estratègics mitjançant l'energia cinètica de l'ogiva, sense l'ús d'una explosió.
El 20 d'abril de 2022 el Ministeri de Defensa de Rússia va anunciar el primer llançament reeixit d'un coet des del cosmòdrom de Plessetsk. El 16 d'agost del 2022 es va signar un contracte estatal per a la fabricació i subministrament del sistema de míssils Sarmat. El 23 de novembre del 2022, el director general del Centre Estatal de Coets de Makeev, Vladímir Degtiar, va anunciar l'inici de la producció en cadena del coet. La producció del míssil balístic intercontinental Sarmat es duu a terme a la planta de construcció de maquinària de Krasnoiarsk. L'1 de setembre del 2023, el sistema de míssils estratègics Sarmat va entrar en combat.